# Anglikańskie sanktuarium maryjne w Walsingham

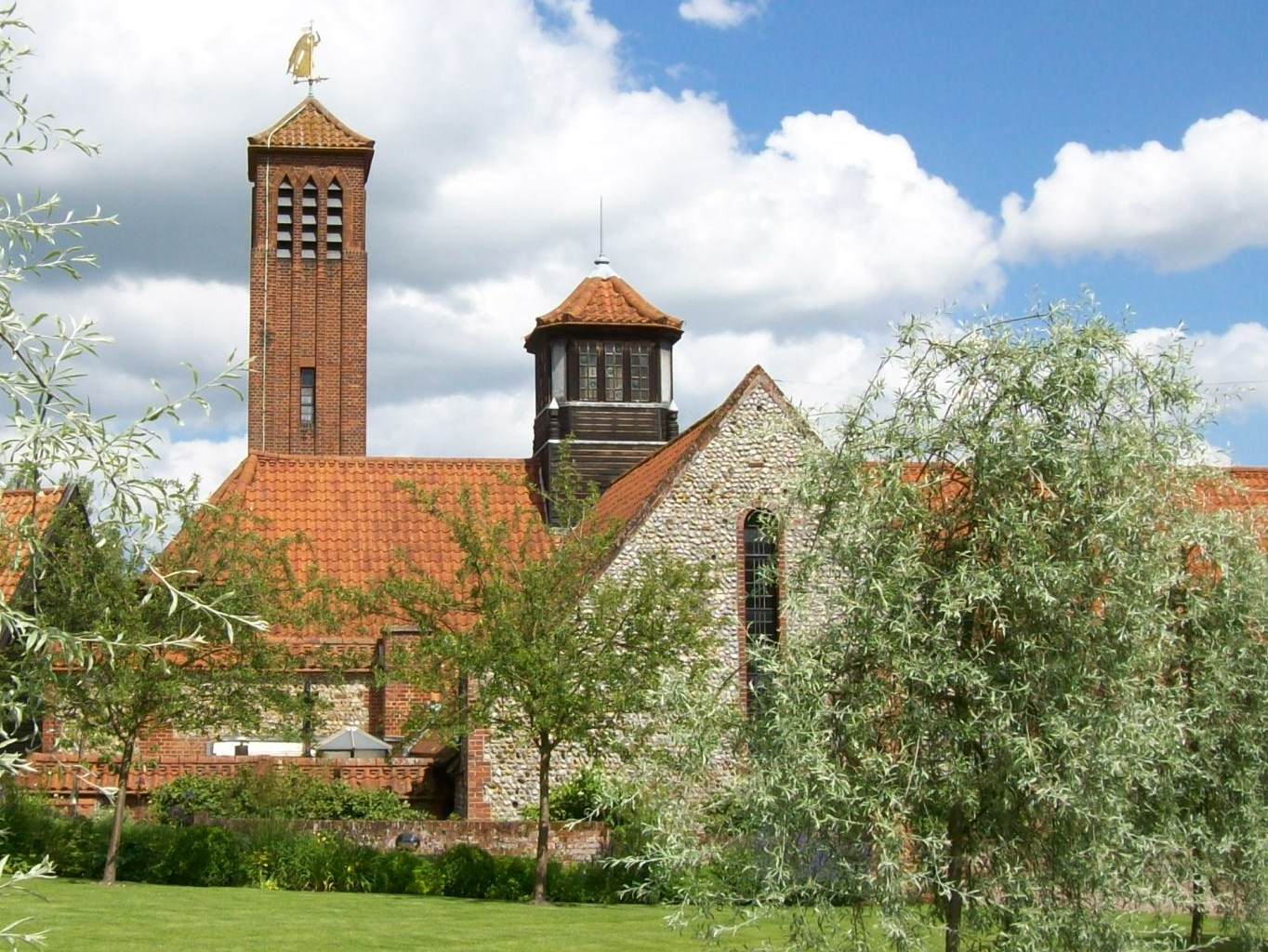
Budynek sanktuarium

Anglikańskie Sanktuarium Matki Bożej z Walsingham (ang.: The Shrine of Our Lady of Walsingham (Chuch of England)), jest jednym z dwóch sanktuariów maryjnych Kościoła Anglii w Wielkiej Brytanii.

## Historia
W 1061 r. w Walsingham (hrabstwo Norfolk, Anglia) szlachcianka Richeldis de Faverches była świadkiem trzech objawień Matki Bożej, która nakazała jej zbudować w Walsingham replikę domu z Nazaretu, w którym miało miejsce Zwiastowanie. Jednocześnie Maria Panna miała obiecać, że ktokolwiek uda się z pielgrzymką do tego miejsca z prośbą, „nigdy nie odejdzie niewysłuchany”.
W 1153 r. wokół domu maryjnego zbudowano opactwo augustianów. Kult maryjny koncentrował się na „Świętym Domu”, zawierającym cudowną według wiernych figurę Maryi z Dzieciątkiem. Walsingham stało się jednym z najbardziej popularnych miejsc pielgrzymkowych w Europie: pielgrzymowali tutaj m.in. królowie Henryk III, Edward I (11 razy), Edward II, Edward III, Ryszard II, Edward IV, Henryk VI i Henryk VIII.
W 1538 r. król Henryk VIII, na skutek zerwania z katolicyzmem, nakazał zamknięcie opactwa w Walsingham, Święty Dom został spalony, a figura Maryi zabrana do Londynu i tam zniszczona. Resztki zabudowań opactwa były następnie wykorzystywane do celów świeckich.
Dopiero w 1896 r. Charlotte Boyd zakupiła jedną z kaplic i odnowiła ją.
W 1921 r. anglikański wikariusz w Walsingham Alfred Hope Patten, nakazał odtworzyć cudowną figurę Maryi (na podstawie zachowanej pieczęci opactwa). Od 1922 r. ta figura została umieszczona w kościele parafialnym St. Mary i od razu stała się celem popularnych pielgrzymek.
W 1931 r. zbudowano w tym kościele nowy Święty Dom. W 1938 r. kościół został znacznie rozbudowany i ogłoszony Anglikańskim Sanktuarium Matki Bożej z Walsingham. Ks. Patten był administratorem anglikańskiego sanktuarium aż do swojej śmierci w 1958 r.
Przy sanktuarium działają liczne stowarzyszenia maryjne, np. Strażnicy Sanktuarium i świecki Zakon NMP z Walsingham.
W 1934 r. w pobliżu inaugurowano katolickie Narodowe Sanktuarium NMP z Walsingham.

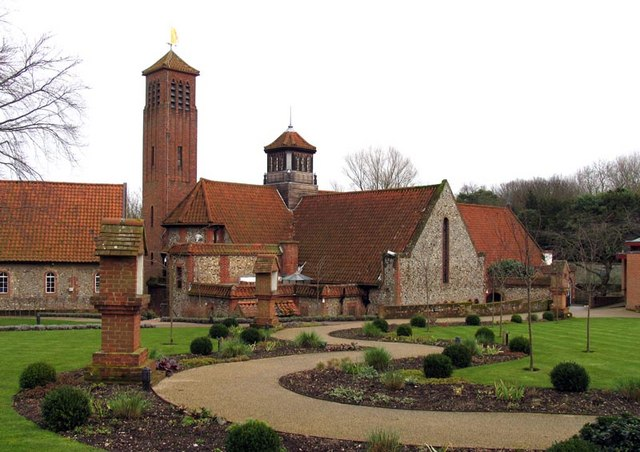
Sanktuarium
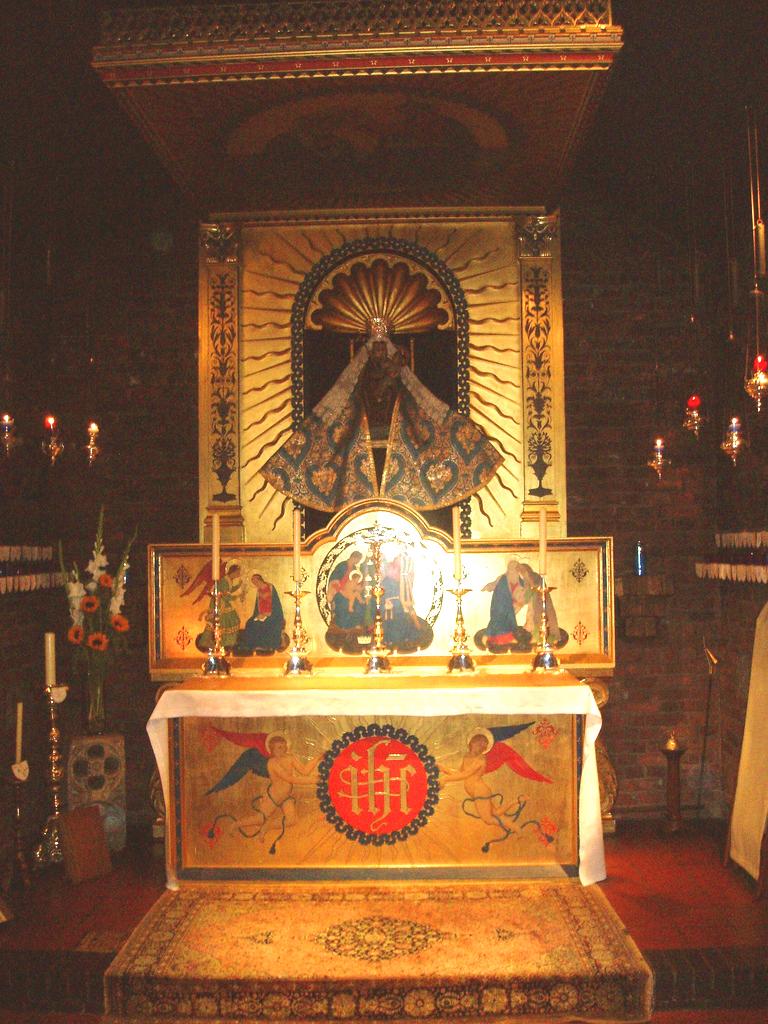
Wnętrze Świętego Domu z figurą Maryi
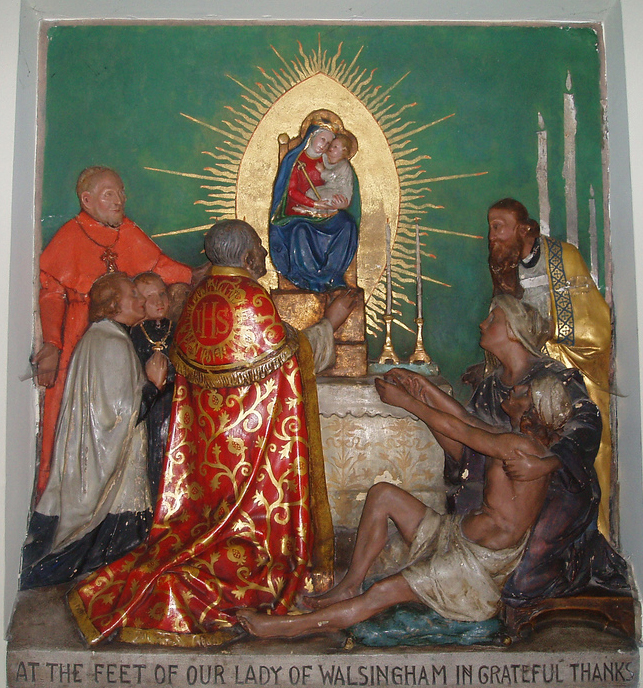
Płaskorzeźba wotywna w Sanktuarium
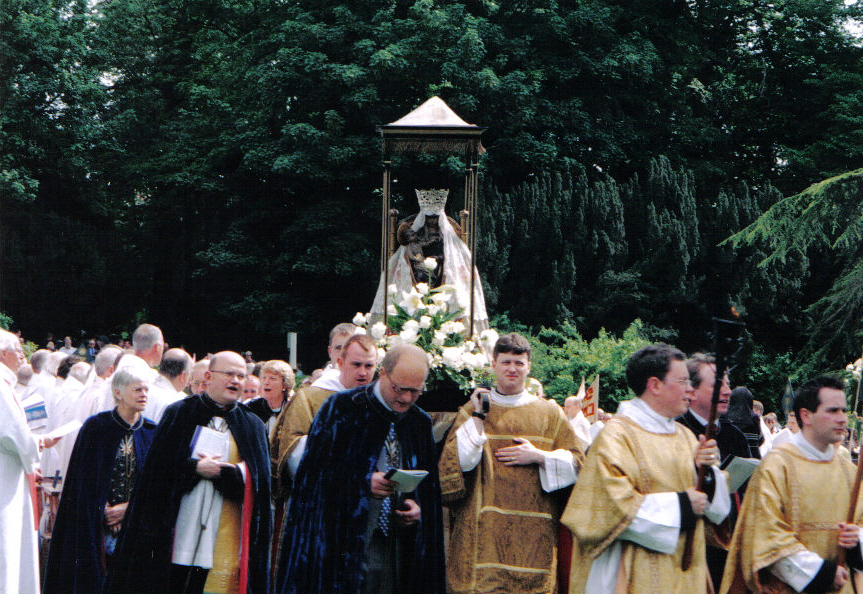
Procesja ku czci Błogosławionej Dziewicy Maryi w Walsingham, 2003 r.